# Jean Balue
Jean Balue, gyakran Jean de la Balue (Angles-sur-l’Anglin, 1421 k. – Pápai állam, Ripatransone, 1491. október 5.) francia egyházi személyiség, Évreux, Angers és Autun püspöke, bíboros volt. XI. Lajos oldalán rendkívül nagy befolyásra tett szert és fontos állami pozíciókat töltött be, de árulás miatt tizenegy évre bebörtönözték. Élete végén legátusként és követként a pápaság és a francia korona közti diplomáciai kapcsolatok egyik fontos szereplője volt.

## Élete

### Útja az udvarig
1421 körül született, apja a helyi kastély várnagya volt. Egyházi pályára lépve Poitiers-ben szentelték pappá, majd 1457 körül az angers-i egyetemen szerzett jogi licenciátust. Előmenetelét Jacques-Juvénal des Ursins poitiers-i püspök is támogatta, aki 1457-es halálakor őt jelölte ki végakaratának végrehajtójául. Ezután az angers-i püspök, Jean de Beauveau szolgálatába állt, aki 1461-ben Saint-Maurille káptalan kanonokjává, majd fővikáriussá (azaz a helyettesévé) nevezte ki. A XI. Lajos által a pápához küldött Beauveau oldalán 1462-ben ő is Rómába ment, ahol apostoli főjegyzővé nevezték ki. 1462. szeptember 1-jén az angers-i Szent Margit-káptalan prebendáriusává léptették elő, ami vitához vezetett a káptalannal. Ennek során Párizsba ment, ahol a király egyik kegyence, a főparancsnoki és kamarási tisztségeket viselő Charles de Melun bemutatta XI. Lajosnak, akinek elnyerte a bizalmát. Az uralkodó hamarosan királyi titkárrá és alamizsnássá nevezte ki.

### A hatalom csúcsán

Balue pályája ekkortól gyorsan felívelt. 1463-ban az angers-i püspökség kincstárnokává nevezték ki, 1464-ben pedig államtanácsosi és parlamenti tanácsosi rangot kapott. XI. Lajos hamarosan a királyi pénzügyek intendánsává és államtitkárrá nevezte ki. Az uralkodó számos apátság névleges vezetését bízta rá: ő lett a fécamp-i apátság, a reims-i Saint-Thierry-apátság, továbbá Saint-Jean-d’Angély, Saint-Éloi és Bec kommendatáriusa. A király végül Évreux püspökévé nevezte ki 1465. február 4-én, amit II. Pál pápa május 20-án erősített meg. Felszentelésére a párizsi Notre-Dame-ban került sor augusztus 4-én. Eközben július és augusztus folyamán ő vezette Párizs védelmét a Közjó Ligája nevet viselő főnemesi lázadók ellen, amivel ismét kivívta a király elismerését. XI. Lajos még abban az évben kérelmezte a pápától Balue bíborosi kinevezését, amit egyelőre nem kapott meg.
1466-ban Jean Jouffroy bíboros oldalán ismét követségben járt Rómában. Áskálódásának és hamis vádaskodásának nagy szerepe volt abban, hogy hajdani pártfogóját, Beauveau angers-i püspököt leváltsák: 1465-ben a tours-i érsek, végül 1467-ben maga a pápa mondta ki Beauveau eltávolítását. Helyét Balue foglalta el 1467. június 5-én, miután Évreux püspökségét átadta a fivérének. Az angers-i püspöki trónt 1468. február-én foglalta el, és a címet egészen haláláig megőrizte. A király ismételt kérésére közben a bíborosi címet is megkapta: 1467. szeptember 18-án nevezték ki, címzetes székhelye a római Szent Zsuzsanna-bazilika lett. A kalapot később Franciaországban vette át Alain de Coetivy bíborostól.
Már bíborosi rangban mutatott be egy nyilatkozatot a párizsi parlamentnek a francia egyházszervezetet a pápai befolyás alól kivonó bourges-i pragmatica sanctio visszavonásáról; ezzel a gesztussal XI. Lajos a pápaság jóindulatát igyekezett megnyerni. A királyi kegyeket élvező Balue 1468-ban az uralkodó jobbján foglalhatott helyet az 1468 áprilisában tartott tours-i rendi gyűlésen, és azt is elérte, hogy a király lefejeztesse hajdani kegyencét, a felemelkedését annak idején szintén elősegítő Charles de Melunt.

### Fogság és szabadulás
Balue a király tanácsadójaként jelen volt 1468. október 6-án a Merész Károly burgundi herceggel tartott péronne-i találkozón, ahol utóbbi fogságba vetette és megalázó engedményekre kényszerítette a királyt. A hercegnek címzett, elfogott levelei alapján a király Balue-t 1469. április 15-én árulással vádolta meg Amboise-ban, ahol letartóztatták és megfosztották a javaitól. Előbb Loches-ban, majd az onzain-i kastélyban tartották fogva. Pápai közbenjárásra ugyan nem végezték ki, de tizenegy éven keresztül fogságban maradt. (Egy későbbi történet szerint vasketrecben tartották láncra verve.) Számos eredménytelen tárgyalást követően 1480 augusztusában Giuliano della Rovere legátus (a későbbi II. Gyula pápa) érte csak el, hogy Lajos szabadon engedje Balue-t azzal a feltétellel, hogy annak el kellett hagynia Franciaországot. Balue így Itáliába távozott.

### Pápai szolgálatban
Balue több hónapos luccai tartózkodást követően, 1482. február 3-án érkezett Rómába. IV. Szixtusz pápa nyilvános konzisztóriumon fogadta és bevégezte bíborosi felavatását, és 1483 januárjában Albano bíboros püspökévé lépett elő, majd XI. Lajos halálát követően, 1483. október 8-án franciaországi legátussá nevezték ki. Az új király, VIII. Károly ünnepélyes pompával fogadta Angers-ban 1484 júliusában, és újabb kegyekkel halmozta el: a roueni Saint-Ouen-kolostor apátjává, majd Autun püspökévé nevezte ki. (Erről a püspökségéről 1490 nyarán lemondott.) Legátusi megbízása végeztével 1485 februárjában királyi követként visszatért Rómába, ahol VIII. Ince pápa nyilvános konzisztóriumon fogadta. VIII. Károly szolgálataiért cserébe az arrasi Saint-Vaas és a párizsi Saint-Pierre de Lagny apátságaival is megjutalmazta, de ezekről még halála előtt lemondott.
A pápa 1487 júliusában őt bízta meg Osimo lázadó városának leverésével, majd a johannita rend védnökévé tette és az 1489-ben pápai fogságba került Dzsem oszmán trónkövetelő felügyeletét is rábízta. 1491 márciusában Palestrina bíboros püspöke lett, augusztusban pedig ismét legátussá nevezték ki, hogy az anconai marche (őrgrófság) területén kialakult lázongást leverje. Október 5-én halt meg a feladat teljesítése közben. Holttestét Rómában, a Szent Praxedis-bazilikában helyezték örök nyugalomra. Végakarat híján jelentős vagyona a pápára szállt. Epitáfiumát Antonio Gentile Pallavicino bíboros írta.